# Susanna Alakoski
Jaana Susanna Emilia Alakoski Söderlund (ur. 16 maja 1962 w Vaasie) – szwedzka pisarka i wykładowczyni finlandzkiego pochodzenia.
W 2006 otrzymała literacką nagrodę Augustpriset za swoją debiutancką powieść Svinalängorna. Powieść została w 2010 sfilmowana przez Pernillę August pod tytułem Wykluczeni. Studiowała nauki społeczne.
W swojej twórczości porusza problemy biedy, alkoholizmu i trudności stojące przed przyjeżdżającymi do Szwecji imigrantami.

## Twórczość
- 2006 – Svinalängorna
- 2010 – Håpas du trifs bra i fengelset
- 2011 – Dagens Harri
- 2012 – Guldfisken
- 2012 – Oktober i Fattigsverige
- 2013 – Dagens skräckis
- 2015 – April i Anhörigsverige
- 2015 – Hej Kungen!
- 2016 – Omsorgen
- 2017 – Laina och Fåglarna